# Рись (безпілотний наземний апарат)
«Рись» — український безпілотний наземний апарат на колісному ходу, розроблений за підтримки Brave1. Платформа може використовуватись для перевезення вантажів, медичної евакуації, а також для застосування дистанційно керованого озброєння.

## Історія
За словами розробника, розроблення розпочалось під час російського вторгнення в Україну 2022 року.
Про комплекс відомо щонайменше з серпня 2023, коли військовим передали 5 платформ.
З вересня 2023 відомо про застосування платформи в комплексі з туреллю «ШаБля» бійцями батальйону «Вовки Да Вінчі» (108 ОМБ 59 ОМПБр).
У червні 2024 Фонд Сергія Притули оголосив збір на 60 бойових платформ з туреллю «ШаБля» загальним коштом 50 млн грн. Бойові «Рисі» та «ШаБлі» працюватимуть у 104 та 118 бригадах Сил територіальної оборони ЗСУ, а також у 57 і 59 мотопіхотних бригадах.

## Опис
Керування дистанційне, з радіусом дії 1100 м або більше за умови залучення безпілотника-ретранслятора.
Платформа дозволяє встановлення зброї, в тому числі дистанційно керованої турелі «Шабля» з кулеметом ПКТ, M240 або M2 з відеокамерою та тепловізором. Поєднання цих систем у військах назвали «ШаРись».
|                                             | Рись              | Рись Pro        |
| ------------------------------------------- | ----------------- | --------------- |
| Маса                                        | 130 кг            | 295 кг          |
| Розмір (д×ш×в)                              | невідомо          | 1,1×1,05×0,83 м |
| Вантажність                                 | до 150 кг         | до 250—300 кг   |
| Швидкість                                   | до 8 км/год       | до 8 км/год     |
| Запас ходу                                  | до 20 км          | до 13 км        |
| Віддаль керування без ретранслятора / з ним | 1,1 км / невідомо | 1,5 / 3—5 км    |